# 盾葉毛豬籠草
盾葉毛豬籠草（學名：Nepenthes peltata）是菲律賓民答那峨島汉密吉伊坦山山顶处所特有的熱帶食虫植物。其特点在于其笼蔓与叶片的衔接处呈盾形且周身具发达的毛被。盾叶猪笼草通常会长出卵形的捕虫笼，且笼盖的下表面覆盖着大型的蜜腺。
其种加词“peltata”来源于拉丁文“peltate”，意为“盾形的”，指其笼蔓与叶片的衔接方式。

## 植物学史
仓田重夫在2008年1月的《食虫植物研究会杂志》上正式描述了盾叶猪笼草。编号为“Koshikawa 44”的标本被指定为模式标本，其存放于日本京都大学植物学系植物标本馆（KYO）中。该标本植株采集于汉密吉伊坦山山脊，之后种植于Nanso植物园（Nanso Botanic Gardens）中。

## 形态特征

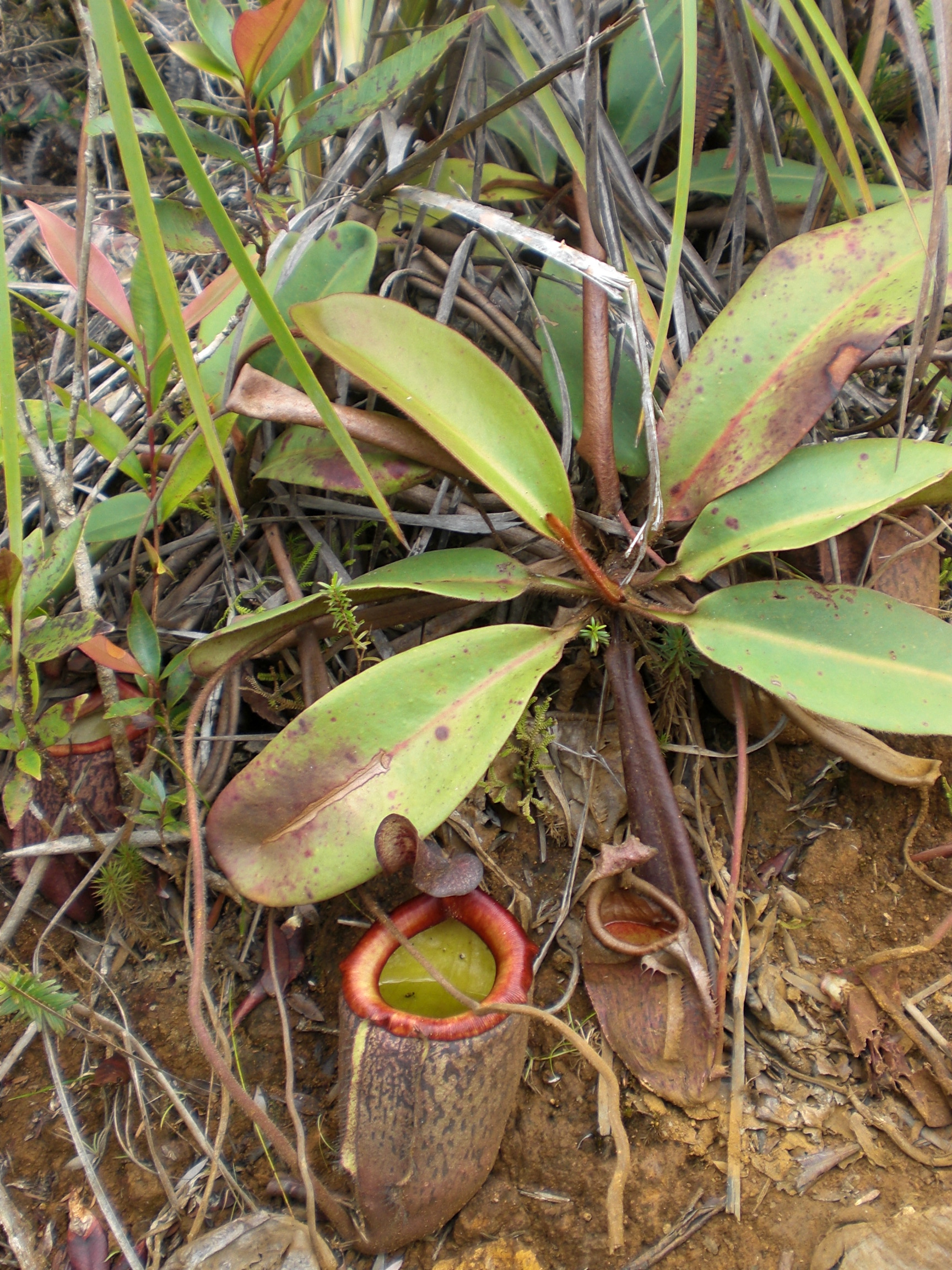
盾形猪笼草的莲座状植株，示笼蔓与叶片盾形的衔接处

盾叶猪笼草为藤本植物，植株通常高达1米，茎可长达3米。其不会长出攀援茎。
盾叶猪笼草的叶片为长圆形，可长达50厘米，宽至9厘米。叶尖圆形，叶基骤缩为叶柄，其呈槽状。成年植株的叶柄可长达7厘米。幼年植株可能无叶柄。叶片的下表面常为暗红色，而上面为暗绿色。叶缘偶尔向上卷曲。笼蔓与叶片的衔接处呈盾形，连接点与叶片末端之间的距离可达27毫米。
盾叶猪笼草的下位笼在形态上有很大的差异，可为椭圆体形至瓮形或卵形。其体型较大，可高达28厘米，宽至16厘米。腹面具一对可宽达10毫米的笼翼。唇大致呈圆柱形，可宽达2厘米。唇肋可高达1.5毫米，间距约2毫米。唇齿可长达1毫米。笼盖为卵形至椭圆形，可长达8厘米，宽至6厘米。笼盖的下表面分布着巨型的蜜腺，其直径可达3毫米。此外，其基部还具三角形的附属物。笼盖基部的后方具一根不分叉的笼蔓尾。
尚未发现过盾叶猪笼草的上位笼，其可能非常少见或根本不存在。由与之存在着近缘关系的迪安猪笼草（N. deaniana）和惊奇猪笼草（N. mira）推测，盾叶猪笼草也可能仅在受到严重遮荫或有足够的植被以攀附的情况下才会长出攀援茎。
盾叶猪笼草的花序为总状花序，可长达75厘米。雄性植株花序的直径可达3.5厘米，雌性植株花序的直径可达6.5厘米。总花梗可长达46厘米，直径可达9毫米。花序轴可长达20厘米。花梗大多带2朵花，具可长达7毫米的苞片。花梗基部未分叉处可长达3毫米，分支可长达14毫米。花被片呈卵形，可长达4毫米，末端急尖。果荚可约20毫米，种子长约4毫米。
盾叶猪笼草的茎部、笼蔓、叶柄和叶片的下表面都覆盖着棕色的长毛被。捕虫笼和叶片的上表面可能覆盖着稀疏的毛被。

## 生态关系

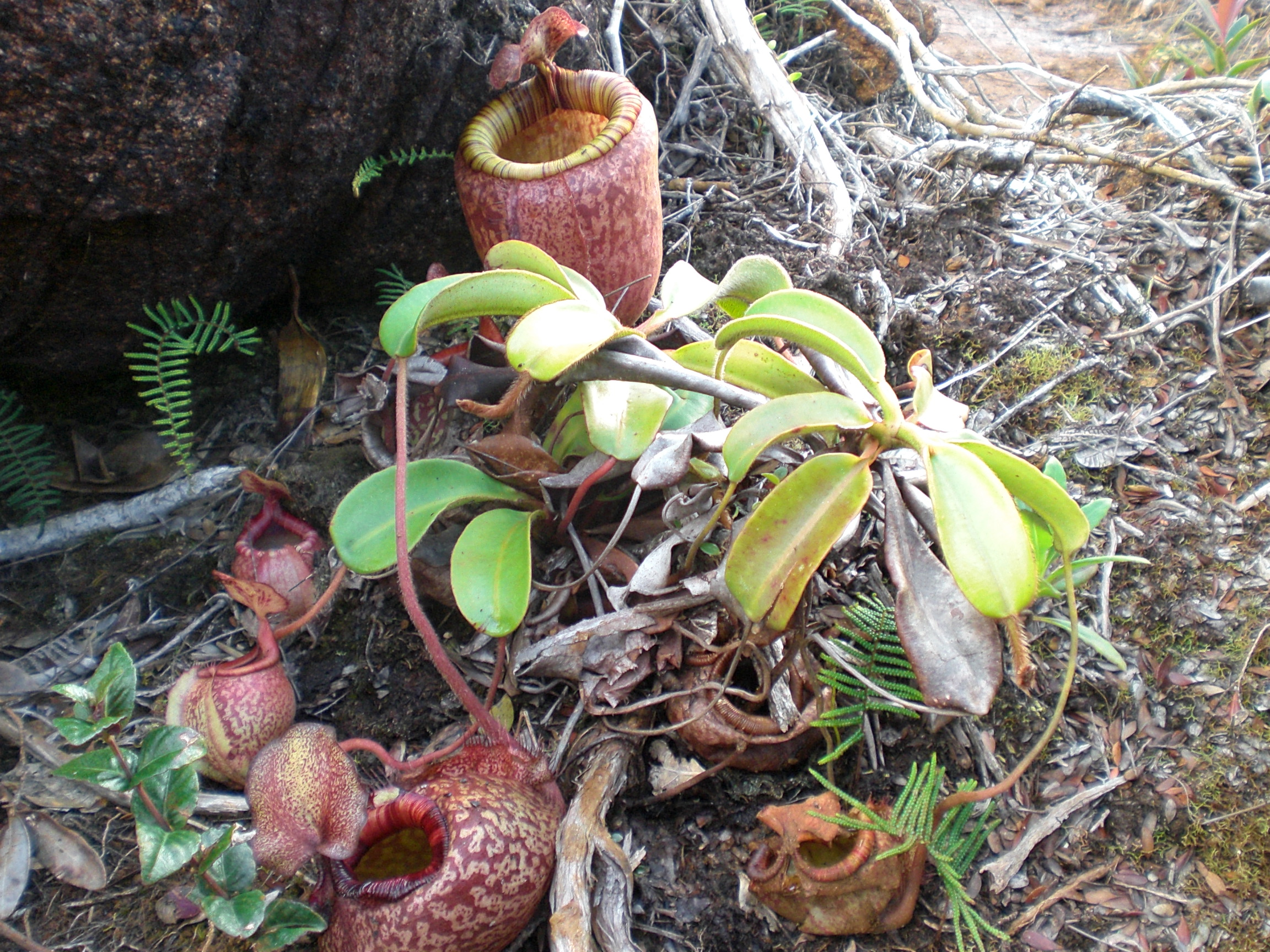
具多个顶芽的盾叶猪笼草植株

目前仅在菲律宾棉兰老岛的汉密吉伊坦山山顶处发现了盾叶猪笼草。还未在汉密吉伊坦山附近的山脉上寻找过猪笼草，所以其很可能也存在于棉兰老岛南部的其他地区。盾叶猪笼草分布于海拔865米至1635米的山顶地区。
盾叶猪笼草广泛陆生于高地苔藓森林、次生林、山脊顶部、悬崖和山坡等处。在一些较开阔处的植被通常都很矮小。虽然盾叶猪笼草可以在阴暗的条件下存活，但其更喜强光。与很多亲缘关系较近的猪笼草类似，盾叶猪笼草也仅生长于超基性基质上。在汉密吉伊坦山，其与翼状猪笼草（N. alata）、小瓮猪笼草（N. micramphora）和棉兰老岛猪笼草（N. mindanaoensis）及在部分海拔范围与汉密吉伊坦山猪笼草（N. hamiguitanensis）同域分布。但仍未发现盾叶猪笼草的自然杂交种。
斯图尔特·麦克弗森在2009年的《旧大陆的猪笼草》一书中写道，由于盾叶猪笼草广泛存在于汉密吉伊坦山上，且只允许游客在向导的陪同下攀登汉密吉伊坦山，所以盾叶猪笼草“尚未受到威胁”。如果东达沃省政府申请将汉密吉伊坦山列入联合国教科文组织世界遗产获得成功，那么盾叶猪笼草的野生种群在未来将会得到进一步的保护。

## 相关物种
盾叶猪笼草表现出与主要生长于婆罗洲北部和巴拉望岛高地地区的超基性土壤上的长毛猪笼草（N. villosa）之间存在着较密切的近缘关系。因此，其被认为与长毛猪笼草具同一个祖先。
盾叶猪笼草与巴拉望岛特有的爱登堡猪笼草（N. attenboroughii）、迪安猪笼草、曼塔靈阿漢山豬籠草（N. mantalingajanensis）和惊奇猪笼草之间存在着最为密切的近缘关系。可基于特殊颜色的叶片、营养组织上覆盖的发达毛被和笼蔓与叶片的盾形衔接处将盾形猪笼草从这些猪笼草区分开来。其也与婆罗洲特有的马来王猪笼草（N. rajah）之间存在着相似性，其也只生长于超基性土壤中，而马来王猪笼草被认为与巴拉望岛的其他猪笼草属物种间存在着较密切的近缘关系。

## 自然杂交种
盾叶猪笼草的自然杂交种尚未被确认，但汉密吉伊坦山存在部分可能为其与汉密吉伊坦山猪笼草（N. hamiguitanensis）、小瓮猪笼草（N. micramphora）和棉兰老岛猪笼草（N. mindanaoensis）的杂交植株。一种曾被认为是小瓮猪笼草与盾叶猪笼草的自然杂交种的类群，现已被确认为可能杂交起源的独立物种——汉密吉伊坦山猪笼草。

## 扩展阅读
- 食虫植物照片搜寻引擎中盾叶猪笼草的照片 （页面存档备份，存于）
- 自然棲息地中的盾葉毛豬籠草 （页面存档备份，存于）
- 毛毛豬終於被正名了...Nepenthes peltata - 塔內植物園

 维基共享资源上的相關多媒體資源：盾叶猪笼草
 維基物種上的相關：盾叶猪笼草